# Coteț

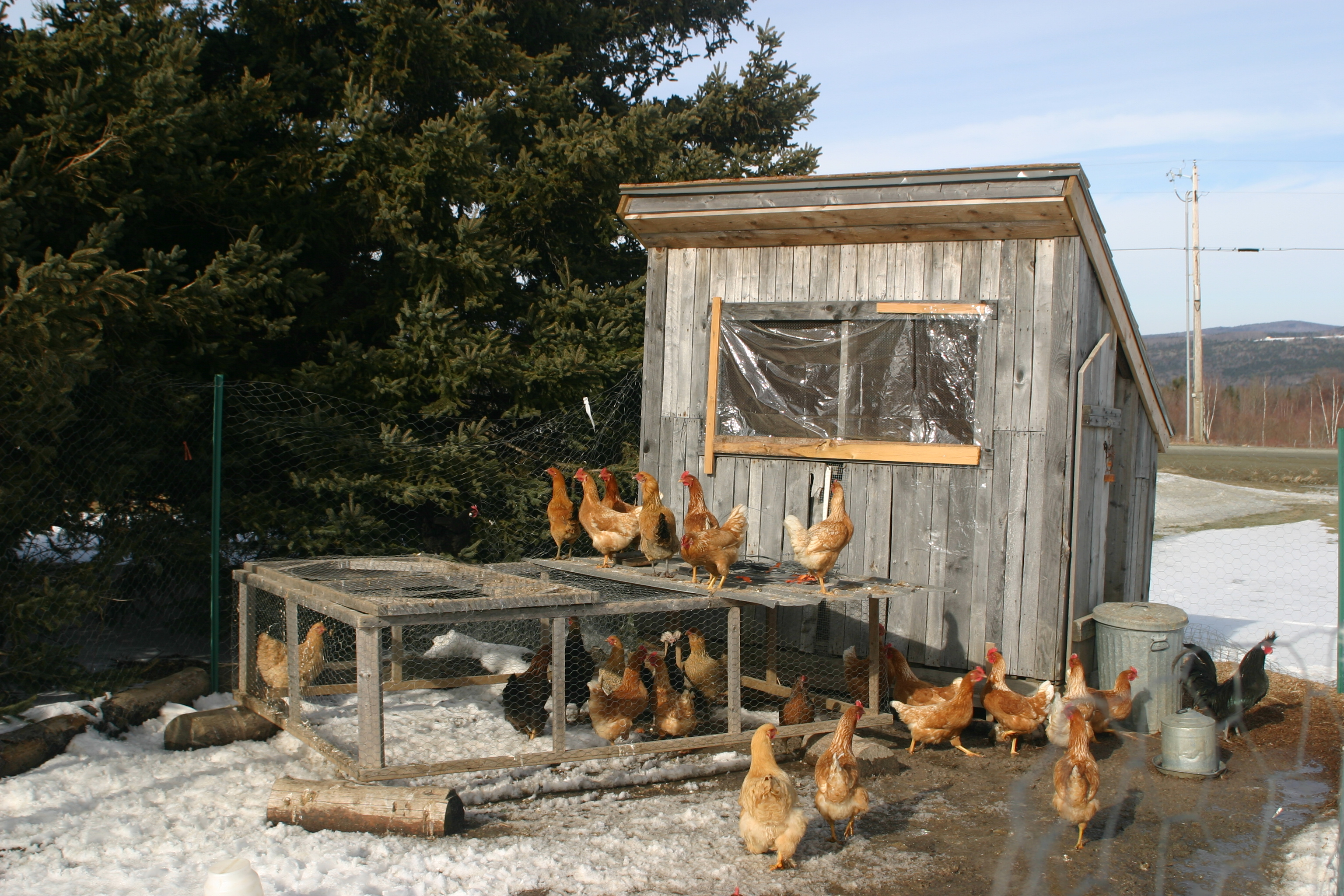
Coteţ de păsări

Cotețul este o construcție special amenajată în gospodăria țărănească pentru adăpostirea animalelor mici precum păsările de curte (găini, rațe, etc), a porcilor, câinilor, etc. Cotețele sunt în general construcții simple din lemn. 

## Funcții
Cotețul oferă:
- adăpost animalelor împotriva prădătorilor și hoților,
- adăpost împotriva frigului în sezonul rece, fiind un spațiu închis și amenajat cu materiale izolante, lemn, paie,
- loc de depus ouăle, clocit și de creștere a puilor.